# Xiamen
Xiamen (en xinès simplificat: 厦门; en xinès tradicional: 廈門; pinyin: Xiàmén, lit. “La Porta de la Gran Mansió”), també coneguda com a Amoy, és una ciutat de la província de Fujian a la República popular de la Xina. Té una població de 5.163.970 habitants (2002) i ocupa una extensió de 1.700,61 km². L'àrea urbanitzada de la ciutat s'ha estès des de la seva illa original per incloure gran part dels seus sis districtes, i amb 4 districtes de Zhangzhou (Xiangcheng, Longwen, Longhai i Changtai), formen una zona urbanitzada de 7.284.148 habitants. Aquesta zona també està a punt de connectar amb Quanzhou al nord, constituint una futura metròpoli de gairebé deu milions de persones.
A més de l'illa de Gulangyu comprèn les de Xiamen. Aquestes darreres estan situades prop de l'illa de Quemoy; la qual està sota l'administració de Taiwan.

## Història
Va ser fundada l'any 282. L'any 1387, la dinastia Ming la convertí en una base per lluitar contra els pirates. Va ser el principal port utilitzat pels europeus des de 1541 i el més utilitzat per exportar te durant el segle xix. Els mercaders europeus estaven autoritzats a residir a l'illa de Gulangyu que pertany a la ciutat.

## Punts d'interès

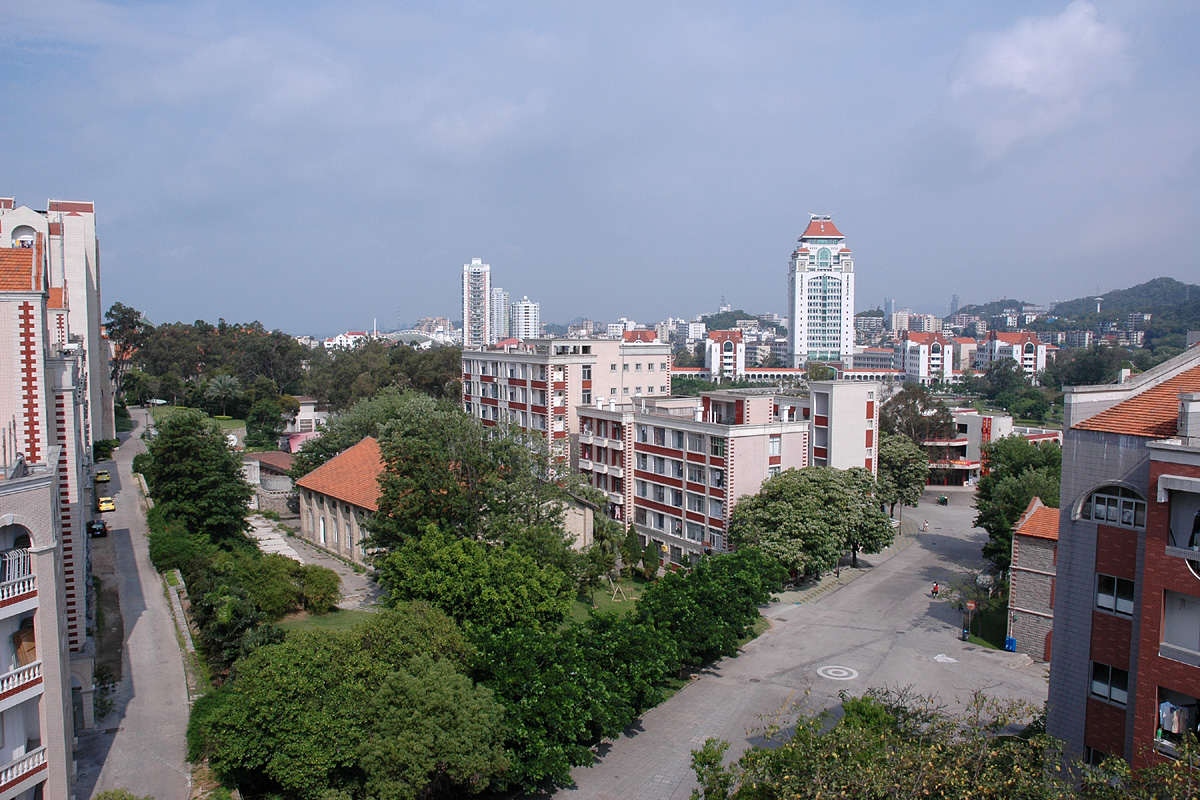
Vista del campus de la Universitat de Xiamen

- Illa de Gulangyu: ocupa una superfície d'1,8 km² i es troba a 500 metres del litoral de la ciutat, amb 20.000 habitants.
- Temple Nan Pu Tuo: construït durant la dinastia Tang. Té 28 estàtues de Buda fetes amb jade de Birmània. Ocupa una superfície de 30.000 m².

## Distàncies

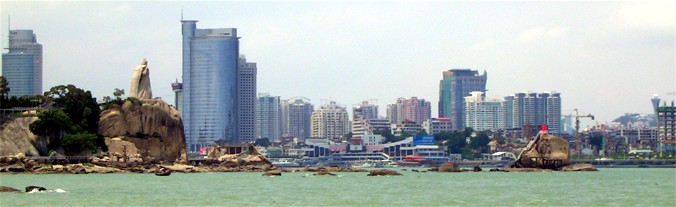
Xiamen vista de l'illa de Gulangyu

- Zhangzhou 49 km.
- Fuzhou 327 km.
- Shantou 276 km.
- Hong Kong 663 km.
- Xangai 1480 km.